# Pallacanestro Olimpia Milano 1973-1974
Questa voce raccoglie le informazioni riguardanti la Pallacanestro Olimpia Milano, sponsorizzata Innocenti, nelle competizioni ufficiali della stagione 1973-1974.

## Verdetti stagionali
Competizioni nazionali
- Serie A 1973-1974: 2ª classificata su 14 squadre (23 partite vinte su 26)[1]
- Coppa Italia 1974: Eliminata nel girone di quarti di finale[1]

Competizioni europee
- Coppa Korać 1973-1974: Quarti di finale[1] (3° nel proprio girone per differenza canestri con 1 vinta ed una persa)

## Roster
| Nazionalità            | Nominativo         |
| ---------------------- | ------------------ |
| Italia (bandiera)      | Renzo Bariviera    |
| Italia (bandiera)      | Paolo Bianchi      |
| Italia (bandiera)      | Sergio Borlenghi   |
| Stati Uniti (bandiera) | George Brosterhous |
| Italia (bandiera)      | Giuseppe Brumatti  |
| Italia (bandiera)      | Mauro Cerioni      |
| Italia (bandiera)      | Vittorio Ferracini |
| Italia (bandiera)      | Giulio Iellini     |
| Italia (bandiera)      | Massimo Masini     |